# Чорна кава (фільм, 1931)
«Чорна кава» (англ. Black Coffee) — британсько-французький детективний фільм 1931 року режисера Леслі Гіскотта, за п'єсою «Чорна Кава» Агати Крісті. У ролі Еркюля Пуаро знявся Остін Тревор, в ролі його супутника капітана Гастінґса — Річард Купер.
Це був одним з трьох фільмів, в яких Остін Тревор знявся у ролі Еркюля Пуаро. Перед цим був фільм «Алібі» (1931) та «Смерть лорда Еджвера» (1934).

## У ролях
| Актор          | Роль                    |
| -------------- | ----------------------- |
| Остін Тревор   | Еркюль Пуаро            |
| Едріанн Аллен  | Люсія Еморі             |
| Річард Купер   | капітан Гастінґс        |
| Мелвілл Купер  | старший інспектор Джепп |
| Шарль Франс    | сер Клод Еморі          |
| Елізабет Аллан | Барбара Еморі           |
| Філіп Стрейндж | Річард Еморі            |
| Марі Райт      | міс Еморі               |
| Діно Ґальвані  | доктор Кареллі          |
| Майкл Шеплі    | Рейнор                  |
| Лейла Пейдж    | епізод                  |